# Sistema nanoelectromecànic

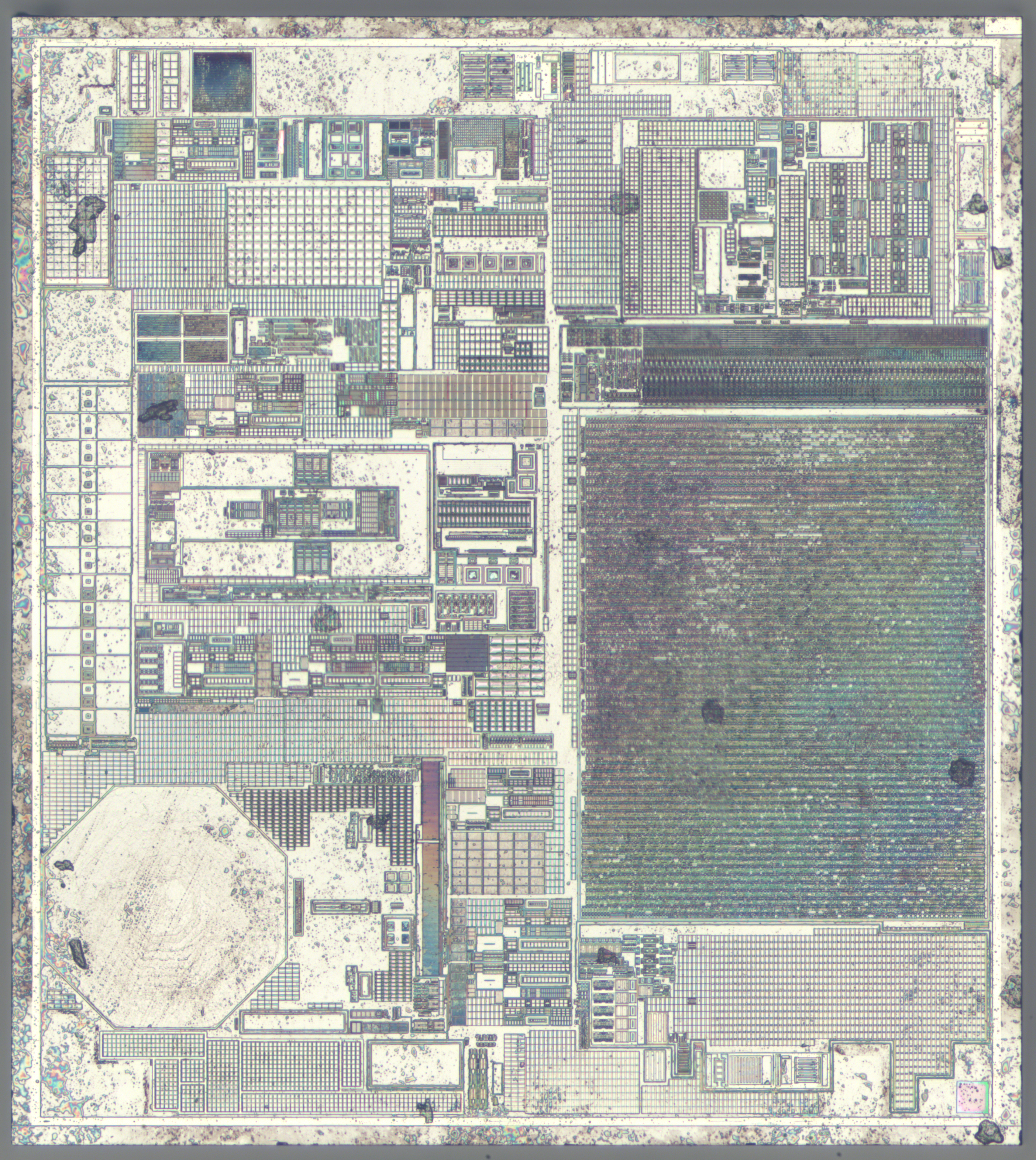
Un tret de matriu (després de la metal·lització/eliminació de la interconnexió IC) de la matriu digital del SiTime SiT8008, un oscil·lador programable que aconsegueix una precisió de quars amb alta fiabilitat i baixa sensibilitat g. Els transistors a nanoescala i els components mecànics a nanoescala (en una matriu independent) estan integrats al mateix paquet de xip.

Els sistemes nanoelectromecànics (NEMS) són una classe de dispositius que integren funcionalitats elèctriques i mecàniques a escala nanomètrica. Els NEMS formen el següent pas de miniaturització lògic dels anomenats sistemes microelectromecànics o dispositius MEMS. Normalment, els NEMS integren nanoelectrònica semblant a transistors amb actuadors mecànics, bombes o motors i, per tant, poden formar sensors físics, biològics i químics. El nom deriva de les dimensions típiques del dispositiu en el rang dels nanòmetres, que condueixen a una massa baixa, freqüències de ressonància mecànica elevades, efectes mecànics quàntics potencialment grans com el moviment del punt zero i una alta relació superfície-volum útil per als mecanismes de detecció basats en la superfície. Les aplicacions inclouen acceleròmetres i sensors per detectar substàncies químiques a l'aire.
Tal com va assenyalar Richard Feynman a la seva famosa xerrada de 1959, "There's Plenty of Room at the Bottom", hi ha moltes aplicacions potencials de màquines de mides cada cop més petites; en construir i controlar dispositius a escala més petita, tots els beneficis de la tecnologia. Els beneficis esperats inclouen majors eficiència i mida reduïda, reducció del consum d'energia i menors costos de producció en sistemes electromecànics.
El 1960, Mohamed M. Atalla i Dawon Kahng a Bell Labs van fabricar el primer MOSFET amb un gruix d'òxid de porta de 100 nm. El 1962, Atalla i Kahng van fabricar un transistor d'unió de nanocapa - metall base-semiconductor (unió M-S) que utilitzava pel·lícules primes d'or (Au) amb un gruix de 10 nm. El 1987, Bijan Davari va dirigir un equip d'investigació d'IBM que va demostrar el primer MOSFET amb un 10 nm de gruix d'òxid. Els MOSFET de múltiples portes van permetre l'escala per sota de la longitud del canal de 20 nm, començant pel FinFET. El FinFET prové de la investigació de Digh Hisamoto al Laboratori Central d'Investigació d'Hitachi el 1989. A la UC Berkeley, un grup liderat per Hisamoto i Chenming Hu de TSMC van fabricar dispositius FinFET fins a 17 nm de longitud del canal el 1998.
L'any 2000, investigadors d'IBM van demostrar el primer dispositiu NEMS d'integració a gran escala (VLSI). La seva premissa era una sèrie de puntes AFM que poden escalfar/sentir un substrat deformable per funcionar com a dispositiu de memòria. Stefan de Haan ha descrit més dispositius. El 2007, l'International Technical Roadmap for Semiconductors (ITRS) conté memòria NEMS com a nova entrada per a la secció Emerging Research Devices.